# Thalassothemis marchali
Thalassothemis marchali är en trollsländeart som först beskrevs av Jules Pièrre Rambur 1842.  Thalassothemis marchali ingår i släktet Thalassothemis och familjen segeltrollsländor. IUCN kategoriserar arten globalt som starkt hotad. Inga underarter finns listade i Catalogue of Life.